# Коні-Айленд (Сінгапур)

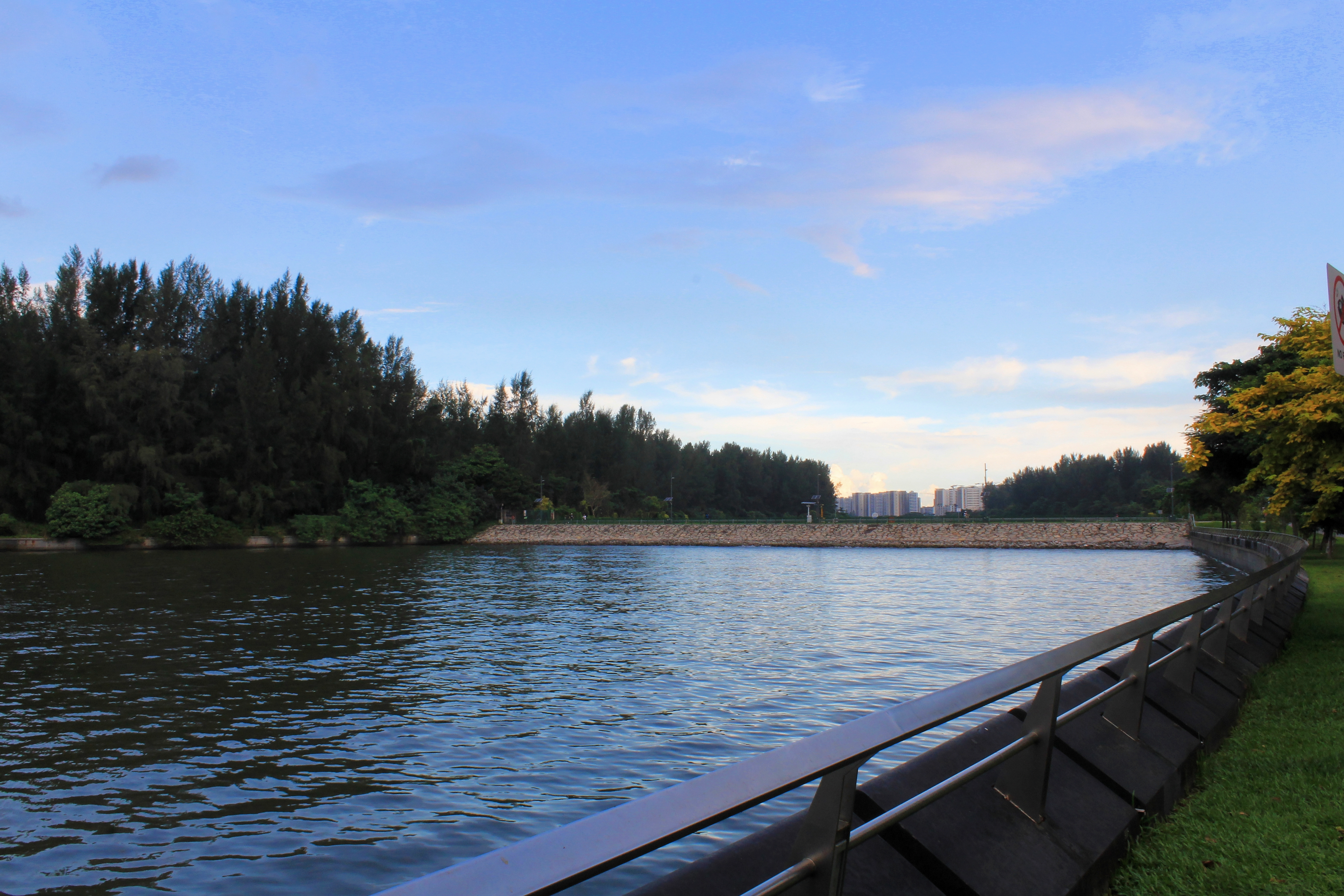
Дамба на Коні-Айленд

Коні-Айленд, також відомий як Пулау-Серангун, — це острів площею 133 гектари, розташований біля північно-східного узбережжя Сінгапуру в межах міста Пунггол, між Пулау-Убін на північному сході та материком на південному заході.  
З 1975 по 1990-ті роки на острові проводилися меліоративні роботи, оскільки в південній частині острова планувалося будівництво житлових будинків. 

## Історія
Острів був раніше відомий як Пулау Серангун (англ. Serangoon Island) та належав братам-підприємцям Ау Бун Хо і Ау Бун Пару, а потім був проданий індійському бізнесмену Гуламу Махмуду в 1950 році з наміром перетворити острів на курорт, створений за зразком зони розваг на Коні-Айленді у Нью-Йорку. 
Меліоративні роботи, розпочаті в 1975 році, збільшили площу острова з 32 до 62 гектарів. Подальші роботи з меліорації проводилися протягом 1990-х років з планами будівництва парку площею 50 гектарів разом із забудовою Нового міста Пунггол . 
Управління міської реконструкції повідомило, що згідно з Генеральним планом, частина Коні-Айленда була виділена для житлових, спортивних і рекреаційних зон, але оскільки земля не потрібна відразу для забудови, частина Коні-Айленда буде зарезервована. Решту острова віддали під парк.

## Розваги та зручності
Коні-Айленд також є популярним місцем для катання на водних лижах і кемпінгу.  Однак це призвело до того, що пляжі почали забруднюватися сміттям.

### Парк Коні-Айленд
Парк площею 81 гектар є домом для різноманітних рослин, включаючи прибережні ліси, луки та мангрові зарості. Парк був офіційно відкритий міністром транспорту та міністром -координатором інфраструктури Хо Бун Ваном 10 жовтня 2015 року.  Протягом першого року роботи в цьому районі часто бачили корову Брахман, яка пасеться на волі.  

### Скаутинг
Острів був запропонований як головне місце для проведення 23-го Всесвітнього скаутського з'їзду в рамках заявки Сінгапурської асоціації скаутів . 